# Siba deskozubá
Siba deskozubá (Myliobatis aquila) nebo také maran deskozubý je druh rejnoka. Žije v Atlantském oceánu a Indickém oceánu při pobřeží Evropy a Afriky. Hojně se vyskytoval i ve Středozemním moři, kde je však stále vzácnější. Severní hranici rozšíření tvoří Britské ostrovy, v létě se objevuje také v Severním moři. Obývá pobřežní mělčiny v hloubce okolo 50 metrů (byl však pozorován i v osmisetmetrové hloubce), místy proniká také do říčních estuárů. Zdržuje se u dna a živí se převážně mlži, jejichž ulity drtí svými plochými zuby s drsným povrchem.
Jde o vejcoživorodý druh. V jednom vrhu bývá od tří do sedmi mláďat. Pohlavní dospělosti dosahují siby deskozubé při šířce těla okolo půl metru, rekordní úlovek byl široký 183 cm a vážil 14,5 kg.
Siba deskozubá bývá občas lovena pro maso a rybí tuk, její hospodářský význam je však nízký a omezený spíše na rekreační rybolov. S chycenou rybou je třeba manipulovat opatrně, protože jedovatý bodec na ocase může způsobit bolestivé zranění.